# Relaciones Lesoto-Venezuela
Las relaciones Lesoto-Venezuela se refieren a las relaciones internacionales que existen entre Lesoto y Venezuela.

## Historia
El 26 de marzo de 2019, durante la Conferencia de Solidaridad con la RASD en Pretoria, Sudáfrica, el canciller de Venezuela, Jorge Arreaza, mantuvo una reunión con el primer ministro de Lesoto, Tom Thabane.

## Misiones diplomáticas
- Venezuela cuenta con una embajada concurrente en Pretoria, Sudáfrica.[3]